# ちょっとご主人貸して
『ちょっとご主人貸して』（ちょっとごしゅじんかして、Good Neighbor Sam）は1964年のアメリカ合衆国の映画。出演はジャック・レモンなど。

## ストーリー
サム・ビッセルは真面目で仕事熱心なのだが、サンフランシスコの広告代理店の窓のない美術部門での出世の見通しは明るくない。彼には2人の幼い娘と愛する妻のミンがいる。
サムが働く代理店の極めて重要な顧客であるサイモン・ナードリンガーは、牛乳や卵や鶏肉を生産販売する会社を経営しており、自社の真面目で実直なイメージに拘っている。彼は、サムの代理店には自社のイメージに合った広告を創り出せるような、家族を大事にする男がいないのではないかと不満に思い、広告の発注先を別の代理店に変えることを検討している。サムの上司であるバークはサムをナードリンガに紹介する。ナードリンガーは真面目そうなサムのことが気に入り、サムを担当者にするということでこの代理店に発注を決める。ナードリンガーのお陰で昇進したサムは個室と秘書を与えられ、自分にも出世の道が開けてきたと感じ、妻とお祝いするために帰宅する。帰宅後、彼は妻の長年の友人であり、新たに隣家に引っ越して来たジャネットに会い、彼の昇進とジャネットの新居を祝うために3人でに食事に出かける。さんざんハシゴしたサムはしたたかに酔って、フェアモント・ホテルのカーペット敷きの大階段から転げ落ち、食事のトレイを運んでいたウェイターを転倒させてしまう。
美人のジャネットは、夫のハワードと最近離婚したことから、これまでに無く幸せを感じている。彼女はまた、祖父からの1500万ドルもの遺産を相続することとなるが、遺産を受け取るためにはハワードと結婚していなければならないという条件が付けられている。カリフォルニアの州法では、離婚は最終的な合意から1年が経過するまでは確定しないと定められている。まだ半年しか経っていないこともあり、ジャネットは、彼女が相続の資格を失った場合に相続人となる、いとこのアイリーンとジャックには離婚に合意したことを隠すことにする。
アイリーンとジャックがジャネットの新居を突然訪ねてきた時、サムはハワードになりすますようジャネットに迫られる。ハワードに会ったことが無かったアイリーンとジャックは一応、信用するが、2人は私立探偵を雇い、探偵は近くに停めた偽の清掃業者のトラックに隠した監視カメラで夫婦の様子を監視し始める。ジャネットとサムは（ミンの協力を得て）数日間この茶番劇を続けることを余儀なくされる（幸い、娘2人はサマーキャンプに出ている）。サムはジャネットと一緒に住み、ジャネットに車で職場まで送られ、時々、裏庭経由あるいは洗濯籠に隠れてミンのところに行く。サムとジャネットが一緒にいるところをバークとナードリンガーに見られた時には、ジャネットがミンのふりをしてキスをするなどして誤魔化す。サムの真面目な協力ぶりに感謝するジャネットは、1500万ドルを相続したらそこから100万ドルをサムにあげると言う。しかし、ハワードがジャネットの家を訪ねて来てしまい、状況は更に込み入ってくる。
その後サムは、街中に掲げられたナードリンガーの会社の広告看板に自分の顔とジャネットの顔が夫婦として描かれているのを知りパニックになり、弁護士がジャネットへの遺産を確定する日の前夜、徹夜で問題の広告看板の全てをペンキで描き変える。
しかし、その様なサムの努力にも拘わらず、ハワードはジャネットに、入って来る遺産のためではなく本当の愛のために縒りを戻したいと真剣に申し入れたことから、ジャネットはそれを受け入れ、サムも無事にミンの元へ戻る。

## キャスト
| 役名                     | 俳優                       | 日本語吹替                          |
| 役名                     | 俳優                       | NETテレビ版                         |
| ------------------------ | -------------------------- | ----------------------------------- |
| サム                     | ジャック・レモン           | 愛川欽也                            |
| ジャネット               | ロミー・シュナイダー       | 小原乃梨子                          |
| ミン                     | ドロシー・プロヴァイン     | 天地総子                            |
| サイモン・ナードリンガー | エドワード・G・ロビンソン  | 富田耕生                            |
| ハワード・エベッツ       | マイク・コナーズ           | 小林修                              |
| バーク                   | エドワード・アンドリュース | 滝口順平                            |
| ラインホルナー・シフナー | ルイス・ナイ               |                                     |
| 不明 その他              |                            | 加茂喜久 千葉順二 北原文枝 千葉耕市 |
|                          |                            |                                     |
| 演出                     | 演出                       | 近森啓祐                            |
| 翻訳                     | 翻訳                       | 木原たけし                          |
| 効果                     |                            |                                     |
| 調整                     | 調整                       | 前田仁信                            |
| 制作                     | 制作                       | 東北新社                            |
| 解説                     | 解説                       | 淀川長治                            |
| 初回放送                 | 初回放送                   | 1970年8月20日 『日曜洋画劇場』      |

## スタッフ
- 監督・製作：デヴィッド・スウィフト
- 原作：ジャック・フィニイ
- 脚本：デヴィッド・スウィフト、ジェームズ・フリッツェル、エヴァレット・グリーンバウム
- 撮影：バーネット・ガフィ
- 編集：チャールズ・ネルソン
- 音楽：フランク・デ・ヴォール